# Chastelet

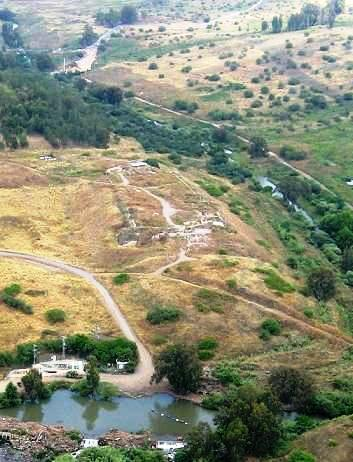
Chastelet

Chastelet, também denominado Bayt al-Ahzan ou Metzad Ateret, localizava-se no Reino Latino de Jerusalém, na Terra Santa, atualmente em território controlado de facto por Israel e disputado pela Síria.

## História
Iniciado pela Ordem dos Templários em 1178 ou em março de 1179, tinha a função de defesa de um vau (ponto de travessia de peregrinos em direção a Jerusalém) às margens do rio Jordão, ao Sul do lago Hula e a Noroeste do Chastel-Neuf. Ainda em construção, foi cercado e arrasado pelas forças de Saladino, que massacraram a sua guarnição (Batalha do vau de Jacó, Agosto de 1179). Nesta batalha os muçulmanos capturaram o Mestre da Ordem, Odo de Saint Amand.